# Genug – Jeder hat eine Grenze
Genug – Jeder hat eine Grenze (englischer Originaltitel: Enough) ist ein US-amerikanisches Filmdrama von Michael Apted aus dem Jahr 2002. Die Hauptrolle spielte Jennifer Lopez.

## Handlung
Die Kellnerin Slim lernt den Bauunternehmer Mitch Hiller kennen. Sie heiratet ihn und bekommt eine Tochter, Gracie. Jahre später entdeckt sie, dass Mitch sie betrügt. Ihr Ehemann erweist sich als gewalttätig, doch zunächst unternimmt sie nichts. Er droht Slim mit Gewalt und damit, der inzwischen fünfjährigen Tochter etwas anzutun.
Slim und Gracie fliehen zuerst in ein Motel und dann nach Seattle, wo Slim sich mit ihrem früheren Freund Joe trifft. Mitch nutzt seine Beziehungen und findet sie. Die für ihn arbeitenden Männer geben sich als FBI-Agenten aus und durchsuchen die Wohnung, finden jedoch die versteckte Slim und ihre Tochter nicht. Slim besucht ihren Vater Jupiter, der bisher nichts von ihrer Existenz wusste. Er weist sie jedoch ab, worauf sie ihre Kette vom Hals reißt, ihm an den Kopf wirft und geht. Als die falschen FBI-Agenten auch bei Jupiter nach Slim suchen und ihn bedrohen, nimmt er Kontakt mit ihr auf und lässt ihr Geld zukommen.
Ein mit Mitch befreundeter Polizist ermittelt Slims Aufenthaltsort. Mitch taucht in ihrer Wohnung auf, um sie gewaltsam zur Rückkehr zu bewegen. Gracie will ihrer Mutter helfen, wird aber von Mitch weggestoßen. Schließlich kann Slim ihn mit Tränengas außer Gefecht setzen.
Erneut muss sie mit ihrer Tochter fliehen. Das Sorgerechtsverfahren entwickelt sich für sie ungünstig. Sie übergibt Gracie in die Obhut ihrer Freundin, reist nach San Francisco und trainiert die israelische Selbstverteidigungskunst Krav Maga. Slim dringt in Mitchs neues Haus ein und versteckt seine Waffen und andere Gegenstände, die als Waffen dienen könnten. Als Mitch nach Hause kommt, konfrontiert sie ihn. Ihr Ehemann verhöhnt sie zuerst, doch dann kommt es zum Kampf, der für Mitch tödlich ausgeht. Am Ende sieht man Slim mit ihrer Tochter vereint.

## Kritiken
Michael Wilmington schrieb in der Chicago Tribune, der Filmanfang sei „überzeugend“ („convincingly“), aber später sei der Film zu einer „melodramatischen Pampe“ („melodramatic mush“) verkommen.
Das Lexikon des internationalen Films schrieb, der Film sei ein „Emanzipationsdrama, dessen Songs den Entwicklungsprozess der Protagonistin spiegeln; zu konstruiert und durchkalkuliert, um zu überzeugen“.
David Bergmann schrieb auf Filmstarts, der Film sei „gelungen“, was vor allem der Darstellung von Jennifer Lopez zu verdanken sei. Das Thema der Gewalt gegen Frauen sei „plump“, stellenweise „geschmacklos“ behandelt.

## Auszeichnungen
Jennifer Lopez wurde im Jahr 2002 für den Teen Choice Award und im Jahr 2003 für die Goldene Himbeere nominiert.

## Hintergründe
Die Produktionskosten betrugen schätzungsweise 38 Millionen US-Dollar. Der Film spielte in den Kinos der USA ungefähr 39,2 Millionen US-Dollar ein.

## Ausstrahlung in Deutschland
Am 5. Juni 2005 strahlte SAT.1 den Film in deutscher Free-TV-Premiere zur Prime Time aus. Den Film sahen 2,39 Millionen Zuschauer der werberelevanten Zielgruppe, was einen Marktanteil von 16,3 Prozent bedeutet. Die Gesamtzuschaueranzahl betrug 3,41 Millionen Zuschauer bei einem Marktanteil von 10,1 Prozent.